# جين كاغني
جين كارولين كاغني (بالإنجليزية: Jeanne Cagney) (25 مارس 1919 - 7 ديسمبر 1984) ممثلة أفلام و تلفزيون أمريكية .

## روابط خارجية
- جين كاغني على موقع IMDb (الإنجليزية)
- جين كاغني على موقع ألو سيني (الفرنسية)
- جين كاغني على موقع أول موفي (الإنجليزية)
- جين كاغني على موقع قاعدة بيانات برودواي على الإنترنت (الإنجليزية)
- جين كاغني على موقع قاعدة بيانات الأفلام السويدية (السويدية)
- جين كاغني على موقع قاعدة بيانات الفيلم (الإنجليزية)
- جين كاغني على موقع كينوبويسك (الروسية)